# 白邦瑞
迈克尔·保罗·皮尔斯布里（英語：Michael Paul Pillsbury，1945年2月8日—），汉名白邦瑞，是美國作家、外交政策战略家、國防政策顧問、中國問題专家兼前美國聯邦政府官員，自2014年起擔任哈德遜研究所中國戰略中心主任。美國總統唐納·川普讚譽白邦瑞為中國問題的主要權威。

## 生平
1969年，白邦瑞受美國國家安全顧問亨利·季辛吉委託，任職於聯合國秘書長辦公廳，負責了解蘇聯對中國看法。
白邦瑞於1975年至1976年擔任兰德公司分析师時，在《外交政策》和《国际安全》雜誌发表文章，建议美国与中国建立情报與军事关系。他的建议受到罗纳德·里根、季辛吉和施莱辛格公开赞扬，后来在卡特和里根總統任內成为美国的政策。白邦瑞在罗纳德·里根政府擔任国防部助理次长，负责政策规划，实施被称为里根主义的秘密援助计划。
白邦瑞从1978年至1984年和1986年至1991年擔任過四个美国参议院委员会的幕僚。他擔任幕僚時，起草参议院劳工委员会版法案，在1984年成立美国和平研究所。他协助起草的法案还包括创建国家民主基金会，并协助起草美国国防部每年度的中国军力报告。
1992年，在老布希总统任內，白邦瑞擔任国防部长办公室的亚洲事务特别助理，為淨評估辦公室总监安德魯·馬歇爾工作。
白邦瑞也是美國外交關係協會和國際戰略研究所的成員。

## 著作
2015年，前中央情报局局长透露，白邦瑞的著作《2049百年馬拉松：中國稱霸全球的祕密戰略》（英語：The Hundred-Year Marathon: China’s Secret Strategy to Replace America as the Global Superpower）使他獲得中央情报局局长傑出貢獻奖。作為中美合作的觀察者，白邦瑞表示，中共和美國以往支持的中國國民黨統治的中國實有不同。《华盛顿自由灯塔报》介紹了本書記載中国对外进行“战略欺骗”的内容，部分中國網民則認為本書误信了中国网上流传的“战略忽悠局”恶搞。

## 外部連結
- 白邦瑞個人網站 （页面存档备份，存于） （英文）